# Роуз, Фелисса
Фели́сса Ро́уз Эспози́то (англ. Felissa Rose Esposito; род. 23 мая 1969, Гринвич Виллидж, Нью-Йорк, США) — американская актриса и продюсер. Начала сниматься в кино в возрасте 13 лет (в культовом фильме Роберта Хилцика  «Спящий лагерь»). Получила неофициальный титул «Королевы крика» за длительную работу в жанре ужасов. За свою карьеру снялась более чем в 100 фильмах. В 2015—2016 годах выступила в роли продюсера клипов группы Slayer.

## Биография
Роуз родилась в Гринвич Виллидж на Манхэттене, штат Нью-Йорк. Большую часть своего детства провела в Вудбери на Лонг-Айленде вместе со своей семьёй. Отец Фелиссы умер, когда ей было 20 лет.
Свою актёрскую карьеру Фелисса начала в 13 лет, снявшись в фильме «Спящий лагерь» (1983). После этого она несколько раз появлялась в телевизионных шоу, а также снялась в фильме 1993 года «Ночь, в которую мы никогда не встретимся». В 17 лет Роуз пошла учиться в школу искусств Тиш при Нью-Йоркском университете. После окончания Нью-Йоркского университета Роуз участвовала в нескольких бродвейских постановках. В 1998 она вернулась в кино, снявшись в сериале «Добыча». В 1999 году её разыскал Джефф Хейс, управляющий официальным сайтом про фильм «Спящий лагерь». Он написал ей письмо на электронную почту, попросил её дать интервью для сайта и предложил работу над продолжением «Спящего лагеря». В результате Роуз получила роль в картине «Возвращение в спящий лагерь», которая вышла в 2008 году; позже она снялась в фильмах «Зомбигеддон» Криса Уотсона, «Никос» Андреаса Шнааса (2003), «Ужас» Данте Томазелли (2003), в фильме того же режиссёра «Песочница сатаны» (2006). Число поклонников Фелиссы Роуз в мире ужасов росло с каждым новым фильмом; она получила неофициальный титул «Королевы крика».

Фелисса Роуз, кадр из фильма «Спящий лагерь».

В 2009 Роуз снялась в фильме «Ночь тишины, ночь зомби», в 2013 году — в эпизоде «Званый гость» в киноантологии «Идеальный дом». Она сыграла роль судебно-медицинского эксперта Эми Шорт в триллере Френсиса Ксавьера «По» (2012). В 2016 году Фелисса снялась в паранормальном фильме ужасов «Семейные ценности» Томми Фейрклота; в мае 2017 года она помогала продюсировать фильм ужасов «Дом смерти», в котором снялась и как актриса. В том же году вышел фильм «Виктор Кроули» Адама Грина.
В 2015—2016 годах Роуз выступила в роли продюсера клипов группы Slayer. В 2019—2020 годах Роуз снялась в нескольких эпизодах сериала «Последний заезд с Джо Бобом Бриггсом». В 2020 году вышел фильм «Испытание криком» с Дейвом Шериданом, Винсентом Уордом и Дэрби Хинтоном (участием в этом проекте Роуз особенно гордится). Одним из недавних проектов стал «Сумеречный лагерь», в котором Фелисса Роуз участвовала не только как актриса, но и как сопродюсер.
В октябре 2022 года Роуз начала работу над новым фильмом «Лесные холмы», независимом триллере ужасов режиссёра и сценариста Скотта Голдберга. Главные роли исполнят Эдвард Фёрлонг, Ди Уоллес, а также Шелли Дюваль, которая вернётся в кино после 20-летнего перерыва в актёрской карьере.

## Оценка творчества
В своей рецензии на фильм «Сумеречный лагерь» Брэндон Стэнвик пишет о Роуз так: «Фелисса Роуз — одна из основных фигур в жанре ужасов, бесспорно. „Сумеречный лагерь“ преуспел в отношении того, чтобы дать Роуз возможность показать свою фотогеничность и продемонстрировать свою харизму. Как соавтор и сопродюсер Роуз вознесла себя на пьедестал. Показательный пример её красноречивый монолог в кульминации фильма».
В журнале «Women in Horror Month» текст беседы с Роуз опубликовали как «интервью с одной из наших любимых женщин в жанре ужасов, легендой и королевой крика Фелиссой Роуз, любимой звездой жанра ужасов, с тех пор, как она была маленькой девочкой». Также в интервью говорится, что после «Спящего лагеря», ставшего столь любимой культовой классикой, «Фелисса Роуз стала любимой фанатами и успешной актрисой инди-ужасов».

## Личная жизнь
5 июля 1997 года Роуз стала женой Билла Примаверра, 14 декабря 2001 года развелась. Позже она вышла замуж во второй раз — за бывшего певца и гитариста группы CKY Дерона Миллера, которому родила трёх детей: Бьянку Роуз (8 июня 2005), Лолу Мару (4 марта 2007) и Томаса Карвера (29 августа 2009). Роуз и Миллер снялись вместе в фильме «Паранормальный хеллоуин Цезаря и Отто».

## Фильмография

### Актёрские работы
| Год       |     | Русское название                               | Оригинальное название                           | Роль                                   |
| --------- | --- | ---------------------------------------------- | ----------------------------------------------- | -------------------------------------- |
| 1983      | ф   | Спящий лагерь                                  | Sleepaway Camp                                  | Анжела Бейкер                          |
| 1983—1987 | с   | Пугало и миссис Кинг                           | Scarecrow and Mrs. King                         | Кейт                                   |
| 1993      | ф   | Ночь, в которую мы никогда не встретимся       | The Night We Never Met                          | Молодая девушка                        |
| 1998      | с   | Добыча                                         | Prey                                            | Мишель                                 |
| 2000      | кор | Птичье перо                                    | Birds of a Feather                              | Долорес                                |
| 2002      | кор | Секретный рецепт бабушки                       | Grandma's Secret Recipe                         | Энджи Энджел                           |
| 2003      | ф   | Никос                                          | Nikos the Impaler                               | Сандра Кейн                            |
| 2003      | ф   | Страшные сказки: Возвращение мистера Лонгфелло | Scary Tales: The Return of Mr. Longfellow       | Сара                                   |
| 2003      | ф   | Ужас                                           | Horror                                          | Арт-терапевт                           |
| 2003      | ф   | Зомбигеддон                                    | Zombiegeddon                                    | Мелисса                                |
| 2004      | ф   | Трупы навсегда                                 | Corpses Are Forever                             | Джина Мэтьюз                           |
| 2004      | кор | Бульон из церебральной печати                  | Brothuh of Cerebral Print                       | (не указана)                           |
| 2004      | кор | Специальный выпуск по случаю Хэллоуина         | A Cerebral Print Halloween Special              | Кэролин                                |
| 2004      | тф  | Парад Хэллоуина в Нью-Йорке                    | NYC Halloween Parade                            | Хозяин                                 |
| 2005      | ф   | Церебральный отпечаток: секретные файлы        | Cerebral Print: The Secret Files                | Кэролайн                               |
| 2005      | ф   | Совершенно серьёзно                            | Dead Serious                                    | Сьюзен Росарио                         |
| 2005      | ф   | Мёртвые Вещи                                   | Dead Things                                     | Аманда Доннер                          |
| 2006      | ф   | Убойная вечеринка                              | Slaughter Party                                 | Тара                                   |
| 2006      | ф   | Песочница Сатаны                               | Satan's Playground                              | Донна Бруно                            |
| 2006      | ф   | Под наблюдением                                | Under Surveillance                              | Хайди Брунен                           |
| 2006      | ф   | Злой навсегда                                  | Evil Ever After                                 | Соседка                                |
| 2007      | ф   | Так банально                                   | Trite This Way                                  | Рассказчик                             |
| 2008      | ф   | Давно умерший                                  | Dead and Gone                                   | Пегги Гольдштейн                       |
| 2008      | ф   | Ночёвка с психами                              | Psycho Sleepover                                | Мэрилин Сондерс                        |
| 2008      | ф   | Возвращение в спящий лагерь                    | Return to Sleepaway Camp                        | Анджела Бейкер                         |
| 2008      | ф   | Кастрюля с хотдогами                           | Hotdog Casserole                                | Вики                                   |
| 2009      | ф   | Резня в летнем лагере Цезаря и Отто            | Caesar and Otto's Summer Camp Massacre          | Кэрри                                  |
| 2009      | ф   | Ночь тишины, ночь зомби                        | Silent Night, Zombie Night                      | Эльза Лансинг                          |
| 2009      | ф   | Смертельное Рождество                          | Deadly Little Christmas                         | Мэри                                   |
| 2010      | ф   | Дамер против Гейси                             | Dahmer vs. Gacy                                 | Джоани Энд                             |
| 2011      | ф   | Уклонение от нормы: рассказы о новой жизни     | Shy of Normal: Tales of New Life Experiences    | Джейми                                 |
| 2011      | ф   | Дыхание ненависти                              | Breath of Hate                                  | Риэлтор                                |
| 2012      | ф   | Смертельное Рождество Цезаря и Отто            | Caesar and Otto's Deadly Xmas                   | (не указана)                           |
| 2012      | ф   | Инопланетяне против А-дыры                     | Aliens vs. A-holes                              | (не указана)                           |
| 2012      | ф   | По                                             | Poe                                             | Эми Шорт                               |
| 2012      | ф   | Я был подростком-самоубийцей                   | I Was a Teenage Suicide                         | Келли                                  |
| 2012      | ф   | Отбрасывая зло                                 | Dropping Evil                                   | Вице-президент Бейкер                  |
| 2012      | ф   | Пункт назначения Слава                         | Destination Fame                                | Конни                                  |
| 2013      | ф   | Потрясающая женская банда уличных бойцов       | Awesome Girl Gang Street Fighter                | Королева Джира                         |
| 2013      | ф   | Идеальный дом                                  | The Perfect House                               | Мать                                   |
| 2014      | ф   | Мёртвый.тв                                     | Camp Dread                                      | Рейчел                                 |
| 2014      | кор | М - это для свахи                              | M Is for Matchmaker                             | Девушка на свидании                    |
| 2014      | ф   | Кровавый резервуар                             | Blood Reservoir                                 | Анжела Стоун                           |
| 2015      | ф   | Город Юрского периода                          | Jurassic City                                   | Диктор                                 |
| 2015      | ф   | Убийцы зомби: Кладбище слонов                  | Zombie Killers: Elephant's Graveyard            | Лия                                    |
| 2015      | ф   | Паранормальный Хеллоуин Цезаря и Отто          | Caesar and Otto's Paranormal Halloween          | Лакота                                 |
| 2015      | ф   | В этих стенах                                  | Within These Walls                              | Мудрец Хоторн                          |
| 2015      | ф   | Без адвокатов                                  | No Solicitors                                   | Присцилла                              |
| 2015      | ф   | Город монстров                                 | Tales of Halloween                              | Родитель (сегмент «Дин Донг»)          |
| 2015      | ф   | Последний дом                                  | The Last House                                  | Агент по продаже недвижимости          |
| 2016      | кор | Материнские инстинкты                          | Maternal Instincts                              | Элиза                                  |
| 2016      | ф   | Мой дядя Джон зомби!                           | My Uncle John Is a Zombie!                      | Посетительница конвенции               |
| 2016      | ф   | 2 Дженнифер                                    | 2 Jennifer                                      | Дженнифер Смит                         |
| 2016      | ф   | Сказки ужасов                                  | Terror Tales                                    | Ведьма                                 |
| 2016      | с   | Пики                                           | Spades                                          | Джуди                                  |
| 2016      | ф   | Трилогия трагедий                              | Trilogie De Tragedie                            | Синди (сегмент «Кроткая Марианна»)     |
| 2016      | ф   | Семейные ценности                              | Family Possessions                              | Сьюзен                                 |
| 2016      | ф   | Дом, который плакал кровью                     | The House That Wept Blood                       | Николь Форбс                           |
| 2016      | кор | Ужин с Дуайерсом                               | Dinner with the Dwyers                          | Нора Дуайер                            |
| 2016      | ф   | Тупик                                          | Dead End                                        | Меридет                                |
| 2017      | кор | Уголок                                         | The Corner                                      | Лори                                   |
| 2017      | ф   | Дом моих кошмаров                              | Bethany                                         | Дженис Риэлтор                         |
| 2017      | ф   | Болотное чудовище                              | Swamp Freak                                     | Профессор Магда Дженкинс (голос)       |
| 2017      | кор | Изголодавшаяся по любви                        | Love Starved                                    | Анджелина                              |
| 2017      | ф   | Чеснок и порох                                 | Garlic & Gunpowder                              | Мама                                   |
| 2017      | ф   | Виктор Кроули                                  | Victor Crowley                                  | Кэтлин                                 |
| 2017      | ф   | Дом смерти                                     | Death House                                     | Доктор Анжела Фриман                   |
| 2017      | ф   | Когти                                          | Sludge                                          | Сандра                                 |
| 2018      | ф   | Последнее американское шоу ужасов              | Last American Horror Show                       | Анджелина                              |
| 2018      | ф   | Лилит                                          | Lilith                                          | Лилит                                  |
| 2018      | ф   | Крайность                                      | Extremity                                       | Сердитая Мать                          |
| 2018      | кор | Пересечение                                    | The Crossing                                    | Лола                                   |
| 2018      | ф   | Отвратительный                                 | Ghoulish                                        | Доктор Ванесса Ортис                   |
| 2018      | ф   | Добро пожаловать в ад                          | Welcome to Hell                                 | Элиза (сегмент: материнские инстинкты) |
| 2018      | кор | Вечер в театре                                 | An Evening at the Theater                       | Театральная Леди                       |
| 2018      | ф   | Для Дженнифер                                  | For Jennifer                                    | Дженнифер Смит                         |
| 2018      | ф   | Вечеринка в уродливом свитере                  | Ugly Sweater Party                              | Миссис Мэндикс                         |
| 2018      | ф   | Рутвуд                                         | Rootwood                                        | Лора Бенотт                            |
| 2018      | ф   | Богатый Мальчик, Богатая Девочка               | Rich Boy, Rich Girl                             | Миссис Уоррен                          |
| 2019      | ф   | Он жаждет крови!                               | It Wants Blood!                                 | Тэмми                                  |
| 2019      | с   | Последний заезд с Джо Бобом Бриггсом           | The Last Drive-In with Joe Bob Briggs           | Эксперт (голос)                        |
| 2019      | тф  | Преследуемый моим доктором: кошмар лунатика    | Stalked by My Doctor: A Sleepwalker's Nightmare | Памела                                 |
| 2019      | ф   | Это здесь                                      | It's Here                                       | (не указана)                           |
| 2019      | ф   | Сумасшедший                                    | The Demented                                    | Детектив                               |
| 2019      | ф   | Озеро Теней                                    | Lake of Shadows                                 | Паула Гроган                           |
| 2019      | ф   | Красивее быть сломленным                       | More Beautiful for Having Been Broken           | Миллисент                              |
| 2020      | кор | Необычная привязанность                        | Unusual Attachment                              | Тетя Шарон                             |
| 2020      | кор | Кирби                                          | Kirby                                           | Камбра Кук                             |
| 2020      | ф   | Проклятие монахини                             | A Nun's Curse                                   | Сестра Понедельник                     |
| 2020      | ф   | Выпивка, бабы и блэкджек                       | Booze, Broads and Blackjack                     | Саванна Холли                          |
| 2020      | ф   | Искажённый близнец                             | Twisted Twin                                    | Медсестра Рита                         |
| 2020      | ф   | Испытание криком                               | Scream test                                     | Энджи Ньюборн                          |
| 2020      | ф   | Убить хихикающего                              | Kill Giggles                                    | Доктор Кортни Ли                       |
| 2020      | ф   | Отчим                                          | The Step Daddy                                  | Анна                                   |
| 2020      | с   | Преступления и проступки в средней школе       | High School Crimes & Misdemeanors               | Бонни                                  |
| 2020      | ф   | Большая гребаная крыса                         | Big Freaking Rat                                | Максин                                 |
| 2020      | ф   | Сумеречный лагерь                              | Camp Twilight                                   | Джессика Блум                          |
| 2020      | ф   | Резня в воскресную ночь                        | The Sunday Night Slaughter                      | Келли Стоун                            |

### Продюсерские работы
| Год  | Русское название                    | Оригинальное название                  | Роль                          |
| ---- | ----------------------------------- | -------------------------------------- | ----------------------------- |
| 2009 | Резня в летнем лагере Цезаря и Отто | Caesar and Otto's Summer Camp Massacre | исполнительный продюсер       |
| 2013 | M для мамочки                       | M Is for Milf                          | ассоциированный продюсер      |
| 2013 | Идеальный дом                       | The Perfect House                      | сопродюсер                    |
| 2014 | Мёртвый.тв                          | Camp Dread                             | ассоциированный продюсер      |
| 2015 | Без адвокатов                       | No Solicitors                          | продюсер                      |
| 2016 | Крампус: Дьявол возвращается        | Krampus: The Devil Returns             | ассоциированный продюсер      |
| 2016 | Дом, который плакал кровью          | The House That Wept Blood              | продюсер                      |
| 2016 | Пустынный                           | The Deserted                           | сопродюсер                    |
| 2017 | Чеснок и порох                      | Garlic & Gunpowder                     | ассоциированный производитель |
| 2017 | Дом смерти                          | Death House                            | ассоциированный продюсер      |
| 2018 | Богатый Мальчик, Богатая Девочка    | Rich Boy, Rich Girl                    | сопродюсер                    |
| 2019 | Сумасшедший                         | The Demented                           | ассоциированный продюсер      |
| 2020 | Парень Стэн                         | Stan the Man                           | ассоциированный продюсер      |
| 2020 | Выпивка, бабы и блэкджек            | Booze, Broads and Blackjack            | продюсер                      |
| 2020 | Отчим                               | The Step Daddy                         | ассоциированный продюсер      |
| 2020 | Особенное                           | The Special                            | ассоциированный продюсер      |
| 2020 | Урожай Амитивилля                   | The Amityville Harvest                 | сопродюсер                    |
| 2020 | Большая гребаная крыса              | Big Freaking Rat                       | сопродюсер                    |
| 2020 | Дом с привидениями Джо Боба         | Joe Bob's Haunted Drive-In             | сопродюсер                    |
| 2020 | Сумеречный лагерь                   | Camp Twilight                          | сопродюсер                    |

## Награды и номинации
| Награда                            | Дата церемонии | Категория                       | Получатель                   | Результат | Ссылки |
| ---------------------------------- | -------------- | ------------------------------- | ---------------------------- | --------- | ------ |
| Action on Film                     | 2011           | Выдающееся исполнение           | Дамер против Гейси           | Победа    | [ 20 ] |
| FANtastic Horror Film Festival     | 2016           | Лучший Полнометражный Фильм     | Крампус: Дьявол возвращается | Победа    | [ 21 ] |
| Crimson Screen Horror Film Fest    | 2016           | Икона ужасов                    | Фелисса Роуз                 | Победа    | [ 22 ] |
| GenreBlast Film Festival           | 2017           | Лучшая Приглашенная Звезда      | Семейные ценности            | Номинация | [ 23 ] |
| An Anti-Hero Production Genre Fest | 2019           | Лучший ансамбль в жанре «ужасы» | Лилит                        | Победа    | [ 24 ] |
| GenreBlast Film Festival           | 2020           | Лучший актёрский ансамбль       | Убить хихикающего            | Номинация | [ 25 ] |